# Vicenta Peset Almela
Vicenta Peset Almela (Burriana, Castellón, 1899 - Castellón de la Plana, 1989) fue una pintora española.

## Biografía
Nació en Burriana en 1899. Hija de Alberto, secretario del Juzgado de aquella localidad, y de Dolores, era la penúltima de los cinco hijos. Aprendió a pintar en el colegio de la Consolación por los años 1916-18 y fue alumna del pintor Manuel Blesa, el cual organizaba tertulias culturales a las que asistía Vicenta. 
Su primera exposición en Castellón fue el 1927, organizada por el Ateneo con motivo del monumento a Francisco Ribalta, obra de Juan Bautista Adsuara con ubicación al Ateneo, al Museo Provincial y al Casino Antiguo. Se conserva el catálogo con sus obras: Retrato (óleo), con el número 147, y Huertanica (óleo), con el número 148. 
Poseía también formación musical. Tocaba el piano, por lo cual tuvo amistad con Abel Mus Sanahuja, violinista, fundador y director del conservatorio local hasta 1934. Otros intelectuales del círculo de amigos de Vicenta fueron el médico y escritor Francisco Cantó Blasco, miembro de la Real Academia de Medicina de Valencia y del Instituto Médico Valenciano, que también fue presidente de Lo Rat Penat y colaborador de la Sociedad Castellonense de Cultura. También la famosa cantante y soprano Lucrecia Bori, que tuvo relación con la familia de Vicenta cuando intervino en la confección de gran parte del ajuar de esta artista.
Su familia había huido a Francia por motivos ideológicos durante la Guerra Civil. Antes del conflicto bélico se casó con el abogado José Vicent Mingarro y se trasladó a Madrid. Más tarde, y debido a la oposición ganada por su marido como magistrado de la Audiencia de Barcelona, el matrimonio se trasladó a Barcelona, donde Vicenta continuó recibiendo clases de pintura. En Barcelona formó parte de la Agrupación de Acuarelistas de Cataluña, desde el 1970 al 1985, donde expuso anualmente y entabló amistad con el pintor José Martín Antón. Igualmente formó parte del Cercle Artístic de Sant Lluc, donde entró en contacto con otros artistas catalanes como Ceferino Olivé. Estableció su estudio en la Rambla de Cataluña. 
Aunque no vivió de la pintura, recibía encargos de la alta burguesía barcelonesa y vendió algunas obras.  
Después de enviudar volvió a Castellón en 1984, donde murió cinco años más tarde.

## Obra
Entre sus obras se destaca el Retrato de un niño dormido, en formato oval, que conserva su sobrina María Dolores Peset, junto con dibujos de la época de alumna de Blesa y otras de cuando hizo estudios de pintura a la ciudad de Valencia. 
Expuso con pintores como Joaquim Agrassot, Ignasi Pinazo, Joaquín Sorolla, Guillem Fresquet o Joan Baptista Porcar, el cual mostró una alta valoración de la obra pictórica de Vicenta. Practicó sobre todo el óleo, la acuarela y el dibujo, y representó varios temas como paisajes, retratos y bodegones, casi siempre copiados del natural con una técnica realista influenciada por el impresionismo en una primera etapa y por el estilo naïf en la década de los 70.[cita requerida]